# Tonto
Tonto est un personnage fictif amérindien de la série américaine The Lone Ranger de 1933.

## Biographie fictive
Il est repris en 2013 par Johnny Depp dans le film Lone Ranger, naissance d'un héros. Johnny Depp avait trouvé un tableau lors d'une exposition sur le tournage de Rhum Express. Ce tableau représentait un indien et des corbeaux volant dans le ciel. Johnny Depp a cru, au premier regard, que le corbeau qui survolait la tête de l'indien était en fait posé, ce qui lui a inspiré le physique de Tonto pour son film avec Gore Verbinski Lone Ranger, naissance d'un héros.
Tonto est un Comanche. Banni de sa tribu, c'est désormais un vagabond qui chevauche seul, à la recherche des deux hommes qui ont détruit son village. Son destin va croiser celui de John Reid, un jeune homme de loi blessé. Tonto va faire de lui un justicier : le Lone Ranger.

## Autres médias
Le personnage a eu sa propre série de comics avec The Lone Ranger's Companion Tonto. Composée d'une trentaine de numéros, la série est publiée entre 1951 et 1959 par Dell Comics.